# Commerce (Oklahoma)
Commerce és una ciutat dels Estats Units a l'estat d'Oklahoma. Segons el cens del 2000 tenia 2.645 habitants.

## Demografia
Segons el cens del 2000, Commerce tenia 2.645 habitants, 968 habitatges, i 693 famílies. La densitat de població era de 1.245,4 habitants per km².
Dels 968 habitatges en un 36,5% hi vivien nens de menys de 18 anys, en un 51,3% hi vivien parelles casades, en un 14,9% dones solteres, i en un 28,4% no eren unitats familiars. En el 25,3% dels habitatges hi vivien persones soles el 12,3% de les quals corresponia a persones de 65 anys o més que vivien soles. El nombre mitjà de persones vivint en cada habitatge era de 2,65 i el nombre mitjà de persones que vivien en cada família era de 3,18.
Per edats la població es repartia de la següent manera: un 29,7% tenia menys de 18 anys, un 10,7% entre 18 i 24, un 26% entre 25 i 44, un 18,2% de 45 a 60 i un 15,4% 65 anys o més.
L'edat mediana era de 32 anys. Per cada 100 dones de 18 o més anys hi havia 84,5 homes.
La renda mediana per habitatge era de 25.982 $ i la renda mediana per família de 30.547 $. Els homes tenien una renda mediana de 25.104 $ mentre que les dones 18.466 $. La renda per capita de la població era d'11.734 $. Entorn del 14,7% de les famílies i el 16,7% de la població estaven per davall del llindar de pobresa.

## Poblacions més properes
El següent diagrama mostra les poblacions més properes.